# Concursul Muzical Eurovision 2020
Concursul Muzical Eurovision 2020 a fost planificat inițial pentru a fi a 65-a ediție a Concursului Muzical Eurovision. Această ediție trebuia să aibă loc în Rotterdam, Olanda, după câștigarea concursului de către această țară în 2019, la Tel Aviv, cu piesa Arcade interpretată de Duncan Laurence. Concursul ar fi avut loc în Olanda a 5-a oară, după 1980.
41 de țări planificau să participe la ediția din 2020. Bulgaria și Ucraina au revenit în concurs după ce au absentat în 2019, iar Muntenegru și Ungaria s-au retras.
Concursul a fost anulat din cauza pandemiei de coronavirus.

## Loc de desfășurare

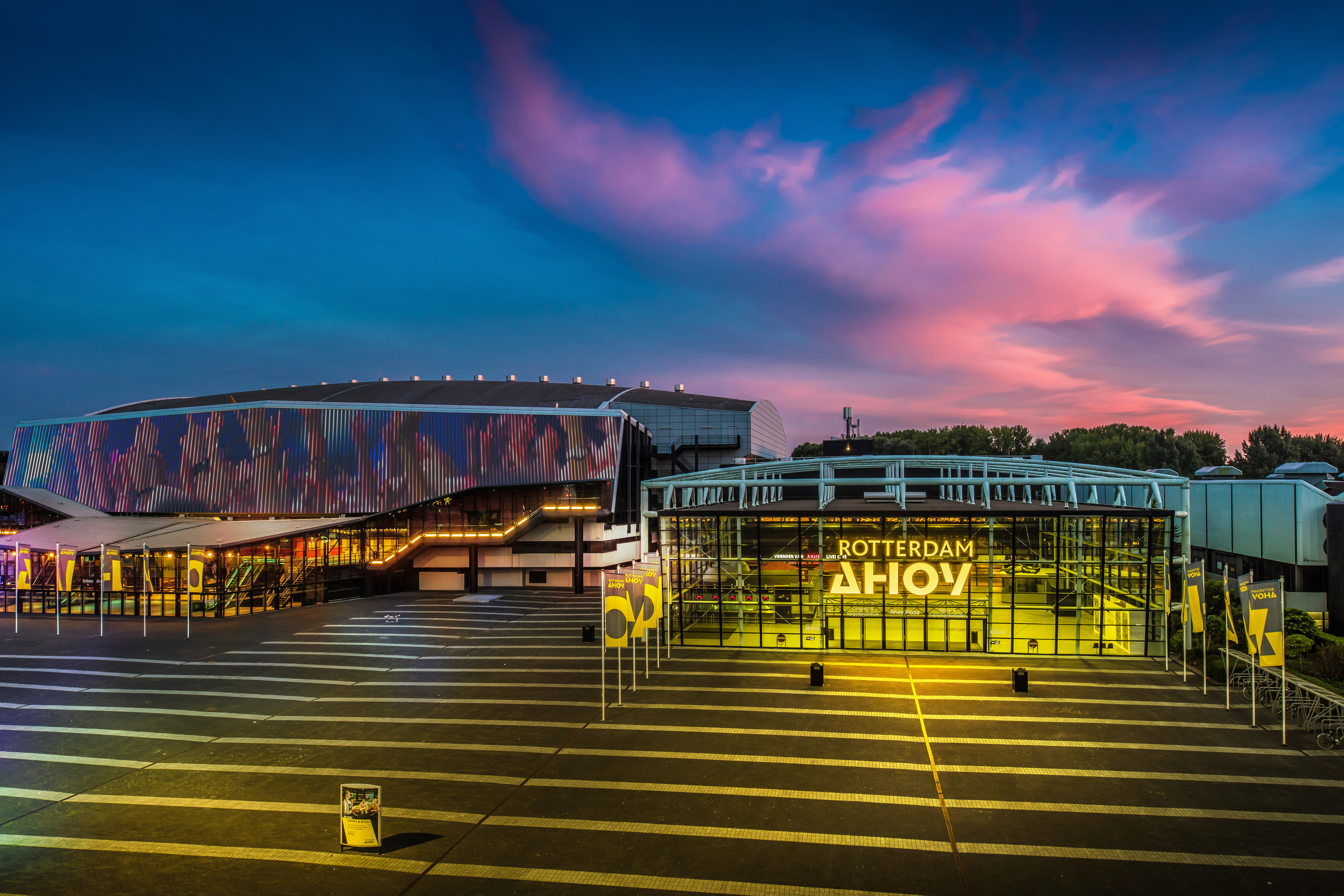
Ahoy Rotterdam, sala gazdă a ediției din 2020

Pregătirile pentru ediția din 2020 au început pe 19 mai 2019, imediat după ce Olanda a câștigat concursul din 2019. Jon Ola Sand, supervizorul concursului, le-a predat celor de la AVOTROS (televiziunea națională a Olandei) mai multe documente și un USB cu informațiile și procedurile pe care aceștia trebuie să le urmeze pentru a găzdui concursul din 2020. AVOTROS va co-produce concursul din 2020 împreună cu televiziunea lor „soră”, Nederlandse Omroep Stichting (NOS), și cu organizația lor „mamă” Nederlandse Publieke Omroep (NPO), fiecare preluând un rol diferit în producție.

### Orașe doritoare de a găzdui concursul
Mark Rutte, primul ministru al Olandei, a făcut public faptul că a primit numeroase mesaje de la diverși primari doritori de a găzdui concursul în orașul lor la numai câteva ore după câștigul lui Laurence. Cele trei televiziuni gazdă au făcut publice a inițiat în mod oficial procesul de licitare pe 29 mai 2019:
- În prima jumătate a lui iunie, toat orașele interesate vor primii criteriile care trebuie îndeplinite pentru găzduirea concursului;
- Orașele vor avea patru săptămani la dispoziție pentru a-și strânge banii pentru licitație, care trebuie depuși în prima jumătate a lui iulie;
- În iulie, televiziunea poate vizita orașele participante;
- Televiziunea gazdă și EBU vor decide împreună orașul câștigător.[8]

Orașul câștigător a fost anunțat pe 30 august 2019, acesta este Rotterdam.
| Oraș             | Sală            | Capacitate | Note                                               | Ref.          |
| ---------------- | --------------- | ---------- | -------------------------------------------------- | ------------- |
| Arnhem           | GelreDome       | 34,000     | Colaborează cu Nijmegen și Veluwe                  | [ 10 ]        |
| 's-Hertogenbosch | Brabanthallen   | 11,000     | Colaborează cu Breda                               | [ 11 ] [ 12 ] |
| Maastricht       | MECC Maastricht | 20,000     | Candidatura este susținută de Limburg              | [ 11 ] [ 12 ] |
| Rotterdam        | Ahoy Rotterdam  | 16,426     | A găzduit Concursul Muzical Eurovision Junior 2007 | [ 11 ] [ 12 ] |
| Utrecht          | Jaarbeurs       | 11,000     | —                                                  | [ 11 ] [ 12 ] |

Inițial, Zwolle a luat în considerare participarea la licitație. Într-un final, orașul a decis să părăsească licitația deoarece sala sa desemnată (IJsselhallen) a fost refuzată datorită dimensiunilor sale mult prea mici. Haga a exclus sala World Forum datorită capacității sale insuficiente. Enschede de asemenea a luat în considerare participarea sa, desemnând hangarul 11 al aeroportului său.

## Țări participante

### Semifinala 1
| #  | Țară              | Artist             | Cântec           | Traducere               | Limbă                             |
| -- | ----------------- | ------------------ | ---------------- | ----------------------- | --------------------------------- |
| 1  | Suedia            | The Mamas          | Move             | Mișcă                   | engleză                           |
| 2  | Belarus           | VAL                | Da vidna         | Înainte de zori         | bielorusă                         |
| 3  | Australia         | Montaigne          | Don't Break Me   | Nu mă ruina             | engleză                           |
| 4  | Macedonia de Nord | Vasil              | You              | Tu                      | engleză                           |
| 5  | Slovenia          | Ana Soklič         | Voda             | Apă                     | slovenă                           |
| 6  | Lituania          | The Roop           | On fire          | În flăcări              | engleză                           |
| 7  | Irlanda           | Lesley Roy         | Story of my Life | Povestea vieții mele    | engleză                           |
| 8  | Rusia             | Little Big         | Uno              | Unu                     | engleză, spaniolă                 |
| 9  | Belgia            | Hooverphonic       | Release me       | Eliberează-mă           | engleză                           |
| 10 | Malta             | Destiny Chukunyere | All of My Love   | Toată iubirea mea       | engleză                           |
| 11 | Croația           | Damir Kedžo        | Divlji vjetre    | Vânturi sălbatice       | croată                            |
| 12 | Azerbaidjan       | Samira Efendi      | Cleopatra        | Cleopatra               | engleză                           |
| 13 | Cipru             | Sandro             | Running          | Alergând                | engleză                           |
| 14 | Norvegia          | Ulrikke            | Attention        | Atenție                 | engleză                           |
| 15 | Israel            | Eden Alene         | Feker Libi       | Dragostea mea           | engleză, amharică, ebraică, arabă |
| 16 | România           | Roxen              | Alcohol You      | Te sun (joc de cuvinte) | engleză                           |
| 17 | Ucraina           | Go_A               | Solovei          | Privighetoare           | ucraineană                        |

### Semifinala 2
| #  | Țară              | Artist               | Cântec              | Traducere                           | Limbă      |
| -- | ----------------- | -------------------- | ------------------- | ----------------------------------- | ---------- |
| 1  | Grecia            | Stefania Liberakakis | Superg!rl           | Superfata                           | engleză    |
| 2  | Estonia           | Uku Suviste          | What Love Is        | Ce este dragostea                   | engleză    |
| 3  | Austria           | Vincent Bueno        | Alive               | În viață                            | engleză    |
| 4  | Republica Moldova | Natalia Gordienko    | Prison              | Închisoare                          | engleză    |
| 5  | San Marino        | Senhit               | Freaky!             | Ciudat!                             | engleză    |
| 6  | Cehia             | Benny Cristo         | Kemama              | Ok, mama                            | engleză    |
| 7  | Serbia            | Hurricane            | Hasta la vista      | Ne vedem mai tarziu                 | sârbă      |
| 8  | Polonia           | Alicja Szemplinska   | Empires             | Imperii                             | engleză    |
| 9  | Islanda           | Daði & Gagnamagnið   | Think About Things  | Ce crezi tu despre diferite lucruri | engleză    |
| 10 | Elveția           | Gjon's Tears         | Repondez-moi        | Răspundeți-mi                       | franceză   |
| 11 | Danemarca         | Ben & Tan            | Yes                 | Da                                  | engleză    |
| 12 | Albania           | Arilena Ara          | Fall from the Sky   | Cad din cer                         | engleză    |
| 13 | Finlanda          | Aksel Kankaanranta   | Looking Back        | Privind înapoi                      | engleză    |
| 14 | Armenia           | Athena Manoukian     | Chains on You       | Lanțuri pe tine                     | engleză    |
| 15 | Portugalia        | Elisa                | Medo de sentir      | Frica de a simți                    | portugheză |
| 16 | Georgia           | Tornike Kipiani      | Take Me as I Am     | Ia-mă așa cum sunt                  | engleză    |
| 17 | Bulgaria          | Victoria Georgieva   | Tears Getting Sober | Lacrimile se usucă                  | engleză    |
| 18 | Letonia           | Samanta Tina         | Still Breathing     | Încă respir                         | engleză    |

### Finala
| #  | Țară          | Artist         | Cântec         | Traducere          | Limbă             |
| -- | ------------- | -------------- | -------------- | ------------------ | ----------------- |
|    | Franța        | Tom Leeb       | The Best in Me | Tot ce am mai bun  | engleză, franceză |
|    | Germania      | Ben Dolic      | Violent Thing  | Lucru violent      | engleză           |
|    | Italia        | Diodato        | Fai rumore     | Faci zgomot        | italiană          |
|    | Regatul Unit  | James Newman   | My Last Breath | Ultima mea suflare | engleză           |
|    | Spania        | Blas Cantó     | Universo       | Univers            | spaniolă          |
| 23 | Țările de Jos | Jeangu Macrooy | Grow           | Cresc              | engleză           |

## Alte țări
Pentru a lua parte la concurs, o țară trebuie să aibă o televiziune națională care să fie parte din Uniunea Europeană de Radio și Televiziune (EBU). EBU va trimite o invitație de participare tuturor televiziunilor membre. Singura excepție este Australia, care poate participa fără invitație până în 2023.

### Membrii activi ai EBU
- Andorra - În martie 2019, televiziunea Ràdio i Televisió d'Andorra (RTVA) a anunțat că ar fi interesată să colaboreze cu televiziunea catalană Televisió de Catalunya (TVC) pentru a participa în ediții viitoare ale Eurovisionului. Cele două televiziuni au mai colaborat când Andorra a debutat în concursul din 2004.[28] Cu toate acestea, pe 22 mai 2019, RTVA a confirmat că Andorra nu se va întoarce în 2020.[29] Andorra a participat ultima dată la concurs în 2009.
- Bosnia și Herțegovina - Pe 28 decembrie 2018, Lejla Babović, un membru executiv al televiziunii bosniece BHRT, a anunțat că întoarcerea țării în concurs este unul dintre golurile principale ale televiziunii, dar că situația financiară precară face întoarcerea țării în 2020 dificilă.[30] Bosnia și Herțegovina a participat ultima dată în 2016.
- Luxemburg - Chiar dacă Luxemburg nu a mai participat la Eurovision din 1993, au existat nenumărate invitații și cereri pentru a se întoarce. În mai 2019 Anne-Marie David, care a câștigat concursul în 1973 pentru Luxemburg, a cerut întoarcerea țării în concurs. În același timp o petiție făcută de fani a fost adusă în fața televiziunii naționale RTL Télé Lëtzebuerg și a Camerei Deputaților. În alți ani, RTL a afirmat că nu se va întoarce în concurs datorită temerilor financiare. De asemenea, televiziunea nu crede că țările mici se pot descurca în edițiile moderne ale Eurovisionului.[31]
- Monaco - În august 2019, Monaco a anunțat că nu va participa la ediția din 2020. Ultima participare a țării a fost în 2006.
- Muntenegru - În noiembrie 2019, Muntenegru a anunțat că participarea la Eurovision 2020 nu va fi posibilă. Ultima participare a țării a fost în 2019.
- Slovacia - Pe 5 iunie 2019, a fost anunțat că televiziunea slovacă Rozhlas a televízia Slovenska (RTVS) nu va participa în ediția din 2020 a Eurovisionului datorită listei de interes din partea publicului slovac. Ultima participare a Slovaciei a fost în 2012.[32]
- Turcia - În august 2018, İbrahim Eren, managerul general al televiziunii turce Türkiye Radyo ve Televizyon Kurumu (TRT), a explicat că nu poate difuza emisiuni ce conțin personalități controversate (făcând referire la Conchita Wurst) în momente ale zilei în care copii încă se uită la televizor. De asemenea, Eren a comentat despre schimbarea valorilor EBU-ului cauzate de către executivii săi, și a precizat că TRT nu este de acord cu sistemul de votare al concursului.[33] Ultima participare a Turciei a fost în 2012.
- Ungaria - În octombrie 2019, Ungaria a anunțat că nu va lua parte la ediția din 2020. Ultima participare a sa a fost în 2019.

### Membrii asociați EBU-ului
- Kazahstan - Pe 22 noiembrie 2018, Jon Ola Sand, supervizorul executiv al concursului, a menționat că participarea Kazahstanului trebuie să fie discutată de grupul de referință al concursului. Kazahstanul a fost invitat în ediția din 2018 a concursului Junior Eurovision ca oaspete.[34]

### Țări ce nu fac parte din EBU
- Catalonia - La sfârșitul lui 2018, televiziunea catalană Televisió de Catalunya (TVC) a primit acordul din partea parlamentului catalan să încerce să devină membru al EBU.[35] Chiar dacă Catalonia este parte din Spania, EBU ia în considerare cererea TVC-ului. Dacă cererea este acceptată, Catalonia ar avea dreptul să participe în ediția din 2020.[36] În plus, a fost anunțat pe 14 iunie că Federación de Organismos de Radio y Televisión Autonómicos (FORTA), federația televiziunilor locale spaniole (inclusiv TVC), va încerca să intre în EBU. Dacă va reuși, Comunitățile autonome ale Spaniei vor putea participa în viitoare evenimente chiar dacă televiziunea spaniolă RTVE nu va lua parte.[37]
- Kosovo - Mentor Shala, directorul general al televiziunii kosovare Radio Televizioni i Kosovës (RTK), a afirmat că televiziunea încă încearcă să intre în EBU, și că speră că va reuși înainte de ediția din 2020.[38] În iunie 2019, televiziunile membre au votat pentru abandonarea regulii de a fi parte din Uniunea Internațională pentru Telecomunicații (UIT) pentru a fi membru al EBU. Ca rezultat al votului, regula nu a fost abandonată. Dat fiindcă RTK nu face parte din UIT, aceasta nu se poate alătura EBU-ului pentru concursul din 2020. [39]